# قبؤنات
القبؤنات (الاسم العلمي: Poanae) هي فوق رتبة نباتية تتبع طائفة الزنبقانية من كاسيات البذور.

## رتب
- القبئيات